# Lesse (Moselle)

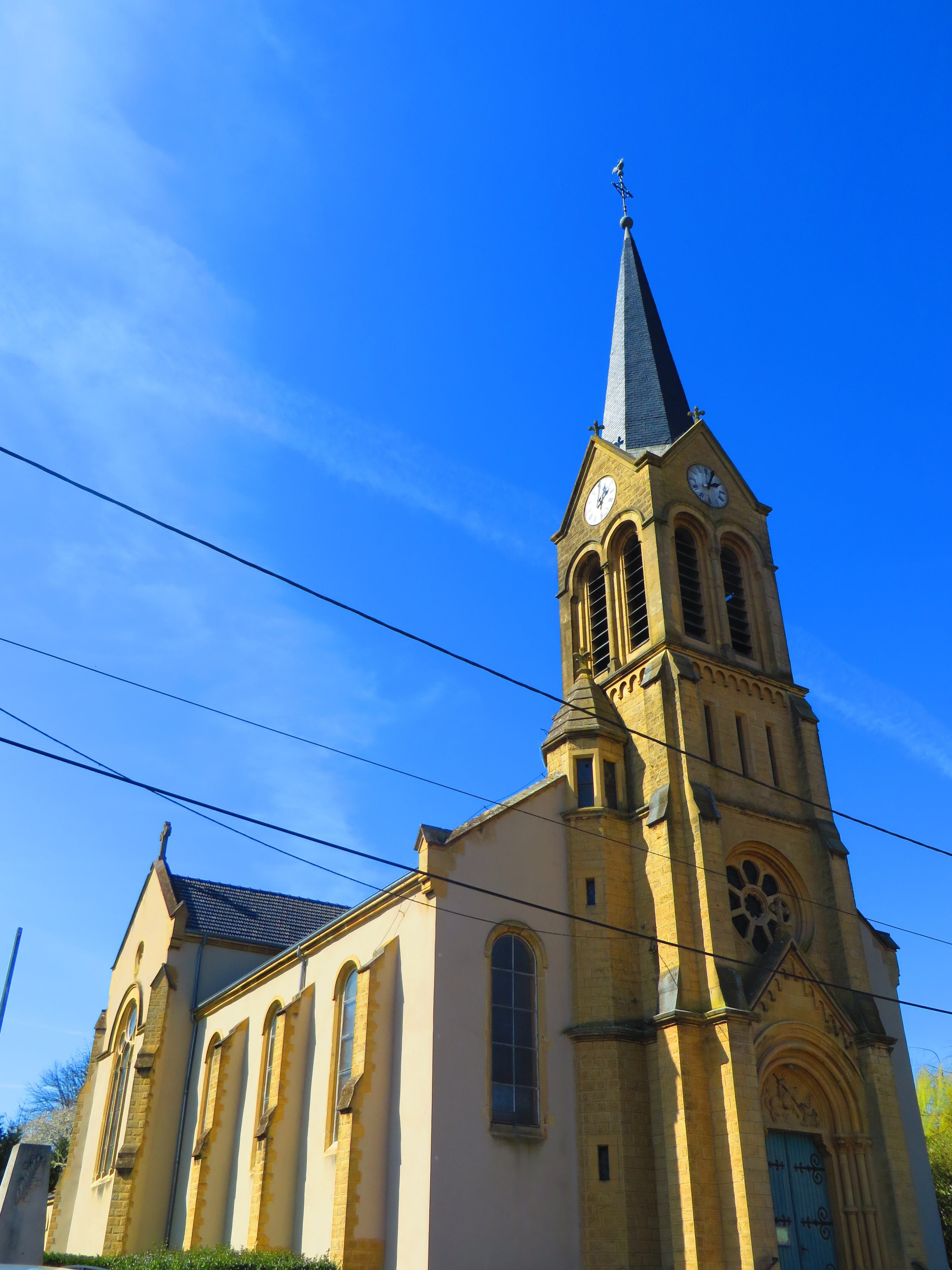
Kirche St. Georges

Lesse (lothringisch Lesch) ist eine französische Gemeinde mit 204 Einwohnern (Stand 1. Januar 2022) im Département Moselle in der Region Grand Est (bis 2015 Lothringen). Sie gehört zum Arrondissement Sarrebourg-Château-Salins.

## Geographie
Lesse liegt in Lothringen, etwa 35 Kilometer südöstlich von Metz, 22 Kilometer nördlich von Château-Salins, zwölf Kilometer nordöstlich von Delme und acht Kilometer nordwestlich von Morhange (Mörchingen)  auf einer Höhe zwischen 228 und 355 m über dem Meeresspiegel. Das Gemeindegebiet umfasst 8,47 km². Zu Lesse gehören die Weiler Outremont (deutsch früher Hinterberg) und Bois Blanc (deutsch früher Weißholz). Unmittelbar nördlich des Kernortes verläuft die Bahnlinie Paris-Straßburg (LGV Est européenne).

## Geschichte
Der Ort wurde 977 und 993 als Lasticas cum capella erwähnt und gehörte einst zum Herzogtum Lothringen. 1334 besaß hier Colard von Lesse Güter von Graf Eduard von Bar als Lehen. Die Ortschaft wurde 1661 zusammen mit Bar von Frankreich annektiert. Auf der Gemarkung der Ortschaft gab es früher zwei Schlösser, eines davon geriet nach den Napoleonischen Kriegen in den Besitz des ehemaligen österreichischen Generals und Diplomaten Karl Freiherr von Vincent (* 1757, † 1834 in Bioncourt).
Durch den Frankfurter Frieden vom 10. Mai 1871 kam die Region an das deutsche Reichsland Elsaß-Lothringen, und das Dorf wurde dem Kreis Château-Salins im Bezirk Lothringen zugeordnet. Die Dorfbewohner betrieben Getreide-, Wein-, Obst- und Tabakbau; auf dem Gemeindegebiet gab es Steinbrüche und eine Mühle.
Nach dem Ersten Weltkrieg musste die Region aufgrund der Bestimmungen des Versailler Vertrags 1919 an Frankreich abgetreten werden. Im Zweiten Weltkrieg war die Region von der deutschen Wehrmacht besetzt.
Der Ort trug von 1915 bis 1919 und von 1940 bis 1944 den eingedeutschten Namen Lesch. Dabei griff man auf eine lothringische Mundartform des französischen Namens zurück.

### Bevölkerungsentwicklung
| Jahr      | 1962 | 1968 | 1975 | 1982 | 1990 | 1999 | 2007 | 2019 |
| Einwohner | 233  | 245  | 213  | 201  | 176  | 183  | 211  | 204  |

## Sehenswürdigkeiten
- Kirche Saint-Georges